# Reprise de la zone démilitarisée
Conflit armé colombien
Batailles
Années 1970

Anorí
Années 1980

Palais de justice
Années 1990
- Casa Verde
- Girasoles
- Las Delicias
- Quebrada El Billar
- Miraflores
- Mitú

Années 2000
- Berlín
- Reprise de la zone démilitarisée
- Alcatraz
- Jaque
- Fénix
- Dinastía

Années 2010
- Camaleón
- Sodoma
- Némésis
- Odiseo
- Combats de 2013 (processus de paix)

La reprise de la zone démilitarisée (ou reprise de Caguán) est une opération de l'armée nationale colombienne menée du 21 février 2002 au 26 septembre 2016 en coopération avec la police nationale colombienne contre les FARC après la fin du processus de paix mené sous Andrés Pastrana Arango. Celui-ci avait concédé aux FARC le 7 novembre 1998 une zone démilitarisée, appelée « zone de détente », de 42 000 km2 couvrant cinq municipalités dans les départements du Meta et du Caquetá, dont San Vicente del Caguán et La Uribe.
Au cours de ces négociations les FARC soutiennent l'idée d'une libération bilatérale de tous les prisonniers, ce que rejette catégoriquement le gouvernement. En réaction, les guérilleros font libérer (en plusieurs étapes) 341 militaires et policiers qu'ils détenaient, mais déclarent dans un communiqué reprendre les enlèvements des membres d'une classe politique jugée « aussi scandaleusement indifférente au drame de la guerre vécue par le peuple qu’au sort des soldats combattant dans les rangs de l’armée ».
Malgré ces négociations, la violence se poursuit dans les zones de guerre. La Fédération internationale pour les droits humains (FIDH) affirme que « durant les quarante mois et dix-sept jours écoulés depuis le début du processus de paix avec les FARC, la Colombie a connu plus de 1000 massacres [l’assassinat de plus de trois personnes à la fois] et plus d’un million de déplacés. De juin 2000 à juin 2001, une moyenne de vingt assassinats politiques par jour a pu être comptabilisée. Ces chiffres sont attribuables pour les deux tiers à l’État, ainsi qu’à des groupes paramilitaires ».
Les enlèvements se multiplient, dont ceux d'Alan Jara, gouverneur du Meta, le 15 juillet 2001, du sénateur Jorge Géchem Turbay le 20 février 2002 (par le détournement d'un avion entre Neiva et Bogota) ou d'Ingrid Betancourt, peu après la reprise des combats. Les FARC entendaient avec ces prises soumettre au gouvernement une nouvelle proposition d'« accord humanitaire », en y intégrant cette fois-ci des prisonniers plus précieux que des militaires pour obtenir la libération des guérilleros détenus dans les prisons gouvernementales.
L’armée colombienne, revigorée par l'aide militaire américaine du Plan Colombie, réagit le 21 février 2002 sur ordre d'Andrés Pastrana et entreprend la reconquête de la zone démilitarisée. L'opération débute trois heures après son annonce, en toute violation des accords sur lesquels s'étaient précédemment accordés la guérilla et le gouvernement et qui stipulaient le maintien durant quarante-huit heures du cessez-le-feu établi dans la région après l'annonce par l'une ou l'autre des forces belligérantes de la rupture des négociations. Dans les mois qui suivent 163 personnes sont assassinées par les forces armées gouvernementales, dont beaucoup d'anciens membres de la Police civique fondée par la guérilla.
Dans les années qui suivent, sous les mandats d'Àlvaro Uribe et de Juan Manuel Santos, les opérations sont toujours en cours dans la région.